# Aschaffenburger Wappenbuch

Wappen der Stadt Aschaffenburg

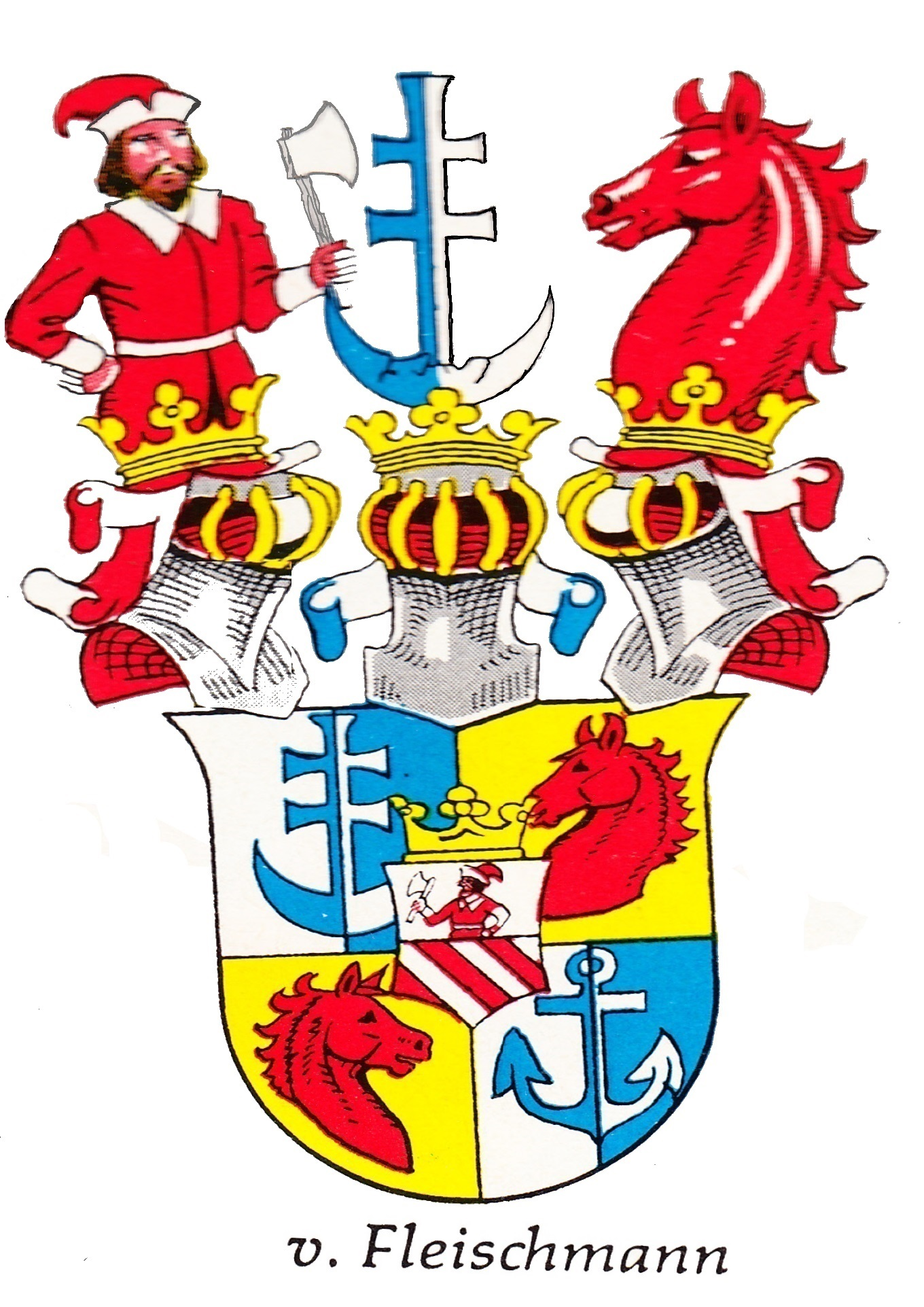
Wappen derer von Fleischmann (Illustrator Joachim von Roebel †)

Das Aschaffenburger Wappenbuch  ist eine Sammlung und Beschreibung aller in Aschaffenburg bekannten Wappen. Es wurde 1983 von Alfred F. Wolfert verfasst, von Joachim von Roebel (Illustrator) illustriert und mit einem Register von Helmut Fath ergänzt.

## Beschreibung
Der Schwerpunkt dieses Wappenbuchs ist die Darstellung aller in Aschaffenburg aufgefundenen Wappen, dabei ist es ohne Belang, ob diese von adeliger oder bürgerlicher Herkunft sind. Das Buch umfasst 315 Seiten, 97 Seiten Wappentafeln und einen Abbildungsteil mit 16 Illustrationen. Im Einzelnen folgen:
- ein Abriss der Aschaffenburger Geschichte,
- eine kleine Einführung in die Heraldik,
- Wappen an Baudenkmälern und Kunstgegenständen,
- die Kirchen,
- das Schloß Johannisburg,
- Wappen in der Hof- und Stiftsbibliothek,
- die Bauten in der Altstadt,
- die Wappen an Bildstöcken,
- der Altstadtfriedhof,
- das Schloßmuseum und Stiftsmuseum,
- die Wappen von Personenkreisen,
- Zünfte, Schützen, Konkordien-Orden,
- weitere Personen aus der Stadt- und Stiftsgeschichte und
- Wappen geistlicher Institutionen.